# Баженов Олександр Олексійович
Баже́нов Олекса́ндр Олексі́йович (*15 вересня 1953, місто Глазов) — радянський та російський тренер з хокею із шайбою, заслужений тренер Росії (1993).
В 1975 році закінчив Державний центральний інститут фізичної культури. Під його керівництвом команда спортивного клубу Прогрес (Глазов) стала чемпіоном Росії серед юніорів.
Учні:
- Астраханцев Костянтин Веніамінович — чемпіон світу 1993 року
- Карандашов Д. — чемпіон СРСР серед юнаків в 1990 році